# Okręgowa Rada Adwokacka w Białymstoku
Okręgowa Rada Adwokacka w Białymstoku (ORA Białystok) – organ samorządu adwokackiego obejmujący swym zasięgiem działania powiaty określone w uchwale Naczelnej Rady Adwokackiej, tj.: augustowski, białostocki, bielski, gołdapski, grajewski, hajnowski, kolneński, łomżyński, moniecki, sejneński, siemiatycki, sokólski, suwalski, węgorzewski, wysokomazowiecki, zambrowski, ełcki, giżycki, olecki, piski, i miasta na prawach powiatu: Białystok, Łomża i Suwałki. Siedziba Okręgowej Rady Adwokackiej mieści się w Białymstoku przy ul. Przejazd 2A.

## Historia
Okręgowa Rada Adwokacka w Białymstoku powstała na mocy zarządzenia Ministra Sprawiedliwości Henryka Świątkowskiego, w dniu 19 stycznia 1951 r. Obejmowała ona wówczas obszar dawnego województwa białostockiego. Minister Sprawiedliwości powołał także pierwsze organy Izby Adwokackiej w Białymstoku. Pierwsza Rada Adwokacka złożona była z trzech osób: dziekana – adw. Józefa Buraka, sekretarza – adw. Jerzego Plejewskiego, członka Rady – adw. Sergiusza Dek.

### Okres powojenny i Polskiej Rzeczypospolitej Ludowej
W dniu 9 lutego 1951 roku odbyło się pierwsze posiedzenie Rady Adwokackiej w Białymstoku – ustalono na nim, iż pierwsza siedziba Rady Adwokackiej będzie mieściła się przy dzisiejszej ul. Świętojańskiej – ówcześnie Nowotki 17. Z dniem 1 maja 1951 r. Rada Adwokacka w Białymstoku rozpoczęła prowadzenie Poradni Prawnej dla najbiedniejszej ludności przy Sądzie Powiatowym. Była to pomoc świadczona pro publico bono. Okręgowa Rada Adwokacka w Białymstoku ustaliła działanie adwokatów w zespołach adwokackich – 27 stycznia 1952 r. utworzyła pięć zespołów adwokackich.
Minister Sprawiedliwości zarządzeniem z dnia 23 sierpnia 1952 r. powołał na stanowisko Dziekana adw. Sergiusza Deka, natomiast poprzedni Dziekan adw. Józef Burak objął stanowisko Skarbnika Rady. Pierwsze Walne Zgromadzenie Izby Adwokackiej w Białymstoku odbyło się 12 maja 1956 roku w sali Sądu Wojewódzkiego w Białymstoku. W wyniku przeprowadzonych wyborów Dziekanem został adw. Sergiusz Dek. Na Walnym Zgromadzeniu odbyły się wybory składu organów adwokackich.
W listopadzie 1958 r. czasową rezygnację z funkcji Dziekana złożył adw. Sergiusz Dek, a funkcję Dziekana objął adw. Feliks Krajewski – dotychczasowy wicedziekan.
W dniu 3 maja 1959 r. odbyło się Walne Zgromadzenie, na którym między innymi, wybrano trzech delegatów na Zjazd Adwokatury, który odbył się 24–25 października 1959 roku – byli to: Feliks Krajewski, Sergiusz Dek, W. Ryńc. W dniu 31 maja 1964 r. na Walnym Zgromadzeniu Dziekanem został adw. Bronisław Daniszewski.
25 kwietnia 1971 roku odbyło się Zwyczajne Walne Zgromadzenie Delegatów Wojewódzkiej Izby Adwokackiej w Białymstoku oraz 20-lecie Białostockiej Izby Adwokackiej – sekretarz Wojewódzkiej Rady Narodowej udekorował honorową odznaką “Zasłużony Białostocczyźnie” adw. Ireneusza Bolińskiego, adw. Bronisława Daniszewskiego, adw. Sergiusza Deka.
5 lutego 1972 r. Dziekanem został adw. Stanisław Doleżal. W dniu 15 lutego 1972 r. Rada Adwokacka dokonała reasumpcji uchwały i Dziekanem Izby Adwokackiej w Białymstoku został ponownie adw. Bronisław Daniszewski. W dniu 23 marca 1972 r. adw. Bronisław Daniszewski i adw. Stanisław Doleżal zrezygnowali ze swoich funkcji, a w dniu 29 marca 1972 r. w tajnym głosowaniu został wybrany Dziekanem adw. Ireneusz Boliński i piastował tę funkcję przez dwie kadencje.
28 maja 1975 r. uchwalona przez Sejm ustawa wprowadzająca dwustopniową strukturę władzy i administracji oraz nowy podział terytorialny państwa – izba adwokacka w Białymstoku miała obejmować obszar 3 nowych województw: białostockiego, suwalskiego i łomżyńskiego.

### Okres stanu wojennego i Proces 21
Z nocy z 12 na 13 grudnia 1981 r. wprowadzono stan wojenny w Polsce. Od początku lat 80 Białostocczyzna była terenem zmagań społeczeństwa i solidarności z ludową władzą – w wojskowych i milicyjnych mundurach.
Największym echem odbił się proces białostockich studentów przed Wojskowym Sądem Garnizonowym w Białymstoku tzw. proces 21, który był najliczniej obsadzonym procesem sądowym w okresie stanu wojennego – trwającym od 3 listopada 1982 r. do 14 marca 1983 r. Proces 21 – proces 21 członków Niezależnego Zrzeszenia Studentów i (3 członków) NSZZ. „Solidarność”.
W Łomży zaangażowanym politycznie był adw. Lech Kozioł, który wykazał wiele odwagi, kwestionując legalność dekretu o stanie wojennym – przypłacił to kilkutygodniowym internowaniem.
W trakcie stanu wojennego została uchwalona z dniem 26 maja 1982 roku – ustawa prawo o adwokaturze.
W 1983 r. nowym Dziekanem został adw. Witold Powichrowski. W 1986 r. kolejnym Dziekanem został adw. Zbigniew Horbaczewski, który funkcję tę piastował przez 2 kadencje. W połowie lat 80 zaczęło działać w Białymstoku duszpasterstwo prawników. Pierwszym duszpasterzem był przewodniczący sądu biskupiego oficjał, ksiądz, prałat Lucjan Namiot. W każdą pierwszą niedzielę miesiąca w kościele Farnym w katedrze odprawiana była liturgia dla prawników. Tradycja ta kontynuowana jest do dzisiaj.
Okręgowa Rada Adwokacka dnia 10 listopada 1986 roku powołała na stanowisko Kierownika Szkolenia Aplikantów Adwokackich adw. Jerzego Korsaka. W ramach duszpasterstwa w 1989 r. adwokaci izby pielgrzymowali do Rzymu, a w Castel Gandolfo dostąpili audiencji u papieża Jana Pawła II.

### Okres III RP
Począwszy od 1990 r. na fali przemian ustrojowych, miał miejsce proces opuszczania przez adwokatów zespołów adwokackich, zaczęto otwierać kancelarie indywidualnie. Pierwsza indywidualna kancelaria na terenie Białostockiej Izby została założona przez adw. Jerzego Korsaka oraz adw. Janusza Andrzejewskiego.
W dniu 11 października 1992. Dziekanem izby został adw. Jerzy Korsak. Opiekunem izby z ramienia Naczelnej Rady Adwokackiej początkowo został adw. Feliks Sadownik, następnie do sprawowania tej funkcji został wyznaczony adw. Rajmund Żuk.
W dniach od 10 do 12 czerwca 1994 r. Komisja Praw Człowieka przy Okręgowej Radzie Adwokackiej w Białymstoku pod przewodnictwem adw. Zofii Daniszewskiej-Dek zorganizowała seminarium w Supraślu. W seminarium udział wzięli Prezes Izby Karnej Sądu Najwyższego prof. Andrzej Murzynowski, Piotr Walczak – przedstawiciel Rady Europy, prof. Piotr Hofmański i prof. Andrzej Rzepliński oraz adw. Marek Antoni Nowicki.
Zgromadzenie Izby Adwokackiej w Białymstoku w dniu 16 października 1998 r. wybrało Dziekanem Okręgowej Rady Adwokackiej adw. Mikołaja Zdasiuka, który funkcję tę pełnił przez 2 kadencje. W trakcie jego kadencji nastąpiło uroczyste otwarcie nowego lokalu rady przy ul. Przejazd 2A, które miało miejsce w dniu 29 maja 2004 r.
Na Zgromadzeniu Izby w dniu 10 października 2004 r. Dziekanem został adw. Antoni Piceluk, który piastował tę funkcję przez dwie kadencje.
W 2004 r. adw. Ewa Krasowska została wybrana do Naczelnej Rady Adwokackiej i początkowo piastowała funkcję Sekretarza, a od 2010 r. pełni funkcję Rzecznika Dyscyplinarnego Naczelnej Rady Adwokackiej.
10 października 2010 r. na stanowisko Dziekana został wybrany adw. Kazimierz Skalimowski i funkcję tę pełnił przez 2 kadencje – do 2016 r. W 2016 r. na Zgromadzeniu Izby Adwokackiej w Białymstoku na Dziekana Okręgowej Rady Adwokackiej wybrano adw. dr. Agnieszkę Zemke–Górecką, pierwszą kobietę piastującą to stanowisko w historii Izby Adwokackiej w Białymstoku. Obecnie zaś (kadencja 2021 – 2025) funkcję Dziekana Okręgowej Rady Adwokackiej pełni adw. Jowita Natalia Grochowska.

## Dziekani Okręgowej Rady Adwokackiej[3]
1. Adw. Józef Burak (1951 – 1952)
2. Adw. Sergiusz Dek (1952 – 1958)
3. Adw. Feliks Krajewski (1958 – 1964)
4. Adw. Bronisław Daniszewski (1964 – 1972)
5. Adw. Stanisław Ignacy Doleżał (1972 – funkcję dziekana piastował przez 10 dni)
6. Adw. Ireneusz Boliński (1972 – 1983)
7. Adw. Witold Powichrowski (1983 – 1986)
8. Adw. Zbigniew Zygmunt Horbaczewski (1986 – 1992)
9. Adw. Jerzy Korsak (1992 – 1998)
10. Adw. Mikołaj Zdaniuk (1998 – 2004)
11. Adw. Antoni Piceluk (2004 – 2010)
12. Adw. Kazimierz Skalimowski (2010 – 2016)
13. Adw. dr. Agnieszka Zemke-Górecka (2016 – 2021)
14. Adw. Jowita Natalia Grochowska (od 2021)

## Aktualne organy Rady Adwokackiej w Białymstoku[4]
Aktualnie w kadencji na lata 2021–2025 funkcję Dziekana Okręgowej Rady Adwokackiej pełni adw. Jowita Natalia Grochowska. W skład Prezydium Okręgowej Rady Adwokackiej w Białymstoku wchodzą również:
- Wicedziekan – adw. Agnieszka Krakówka-Górska
- Wicedziekan – adw. Kazimierz Skalimowski
- Skarbnik – adw. Robert Moraljan
- Sekretarz – adw. Łukasz Iwaniuk
- Zastępca Sekretarza – adw. Katarzyna Ząbkiewicz

Członkami Okręgowej Rady Adwokackiej są:
- adw. Agnieszka Dowgier
- adw. Leon Karaczun
- adw. Tadeusz Kołodko
- adw. Joanna Oświecińska
- adw. Anna Szleszyńska

Zastępcami członków Okręgowej Rady Adwokackiej są:
- adw. Anna Gąsowska
- adw. Andrzej Tomasz Anusewicz